# Ludioschema
Ludioschema is een geslacht van kevers uit de familie  
kniptorren (Elateridae).
Het geslacht is voor het eerst wetenschappelijk beschreven in 1891 door Reitter.

## Soorten
Het geslacht omvat de volgende soorten:
- Ludioschema acutus (Fleutiaux, 1939)
- Ludioschema akashii (Ôhira, 1969)
- Ludioschema antennalis (Fleutiaux, 1939)
- Ludioschema apayao (Kishii, 1993)
- Ludioschema atkinsoni (Candèze, 1895)
- Ludioschema bariensis (Fleutiaux, 1918)
- Ludioschema bitinctus (Candèze)
- Ludioschema chalcoxanthus (Candèze)
- Ludioschema chapensis (Fleutiaux, 1918)
- Ludioschema cineraceus (Candèze, 1863)
- Ludioschema conicicollis (Fleutiaux, 1939)
- Ludioschema coomani (Fleutiaux, 1939)
- Ludioschema cribratus (Fleutiaux, 1895)
- Ludioschema cyaneum (Candèze, 1863)
- Ludioschema delauneyi (Fleutiaux, 1887)
- Ludioschema dissimilis (Fleutiaux, 1939)
- Ludioschema diversus (Candèze, 1891)
- Ludioschema dorsale (Candèze, 1878)
- Ludioschema dorsalis (Candèze)
- Ludioschema emerichi Reitter, 1891
- Ludioschema flavofasciatus (Schwarz, 1902)
- Ludioschema jeanvoinei (Fleutiaux, 1939)
- Ludioschema lepidus (Candèze)
- Ludioschema longum (Candèze, 1895)
- Ludioschema marginicolle (Miwa, 1928)
- Ludioschema massiei (Fleutiaux, 1939)
- Ludioschema metallicum (Candèze, 1895)
- Ludioschema minor (Fleutiaux, 1903)
- Ludioschema nigripenne (Fleutiaux, 1895)
- Ludioschema nitidissimus (Fleutiaux, 1939)
- Ludioschema obscuripes (Gyllenhal, 1817)
- Ludioschema okinawense (Miwa, 1927)
- Ludioschema opacipenne (Kishii, 1993)
- Ludioschema pallidum (Fleutiaux, 1940)
- Ludioschema parallelus (Fleutiaux, 1939)
- Ludioschema placidus (Candèze, 1900)
- Ludioschema popularis (Candèze, 1897)
- Ludioschema proximus (Candèze, 1897)
- Ludioschema rufangulus (Schwarz, 1902)
- Ludioschema rusticulus (Candèze, 1897)
- Ludioschema salvazai (Fleutiaux)
- Ludioschema serricornis (Fleutiaux, 1939)
- Ludioschema simulator (Candèze, 1897)
- Ludioschema subopacus (Fleutiaux, 1902)
- Ludioschema subviridis (Fleutiaux, 1939)
- Ludioschema sulcicolle (Candèze, 1878)
- Ludioschema suturale (Candèze, 1863)
- Ludioschema taikozanum (Miwa, 1928)
- Ludioschema testaceipennis (Fleutiaux, 1940)
- Ludioschema vauthieri (Fleutiaux, 1918)
- Ludioschema vittiger (Heyden, 1887)
- Ludioschema yushiroi W. Suzuki, 1999